# Cantonul Vézénobres
Cantonul Vézénobres este un canton din arondismentul Alès, departamentul Gard, regiunea Languedoc-Roussillon, Franța.

## Comune
- Brignon
- Brouzet-lès-Alès
- Castelnau-Valence
- Cruviers-Lascours
- Deaux
- Euzet
- Martignargues
- Monteils
- Ners
- Saint-Césaire-de-Gauzignan
- Saint-Étienne-de-l'Olm
- Saint-Hippolyte-de-Caton
- Saint-Jean-de-Ceyrargues
- Saint-Just-et-Vacquières
- Saint-Maurice-de-Cazevieille
- Seynes
- Vézénobres (reședință)